# آلیوم پارادوکسوم
آلیوم پارادوکسوم (نام علمی: Allium paradoxum) نام یک گونه از سرده والک است.